# Gli angeli di Borsellino
Gli angeli di Borsellino è un film del 2003 diretto da Rocco Cesareo.
Il film è un racconto di Emanuela Loi, agente di polizia di scorta a Paolo Borsellino, e narra dei 57 giorni (23 maggio-19 luglio 1992) che separano i due attentati mortali ai due giudici siciliani. L'Agente Loi viene interpretato dall'attrice Brigitta Boccoli, mentre la sorella dell'agente (Claudia) viene interpretato da Benedicta Boccoli (sorella di Brigitta Boccoli)

## Storia
Emanuela Loi dopo aver ottenuto il diploma magistrale, in attesa di chiamata, decise di fare un corso in polizia. Venne presa nel 119º corso Alievi Agenti presso la scuola di Trieste. A differenza della sorella Claudia viene ammessa in polizia e viene subito trasferita a Palermo, lasciando il suo ragazzo Davide. Emanuela viene messa nel reparto scorte, ma questo non la preoccupa perché non è affidata a soggetti a rischio. Si stabilisce presso il complesso delle Tre Torri destinato a poliziotti e carabinieri fuori sede. Incomincia a fare diversi piantonamenti. Intanto conosce una ragazza di nome Francesca sarda come lei e incominciano a fare amicizia, a uscire per coprire il vuoto di mancanza dei parenti. Nel giugno del 1992 viene assegnata al giudice Paolo Borsellino: conosce Vincenzo Limuli suo ex compagno della scuola allievi agenti di Trieste ormai assegnato anche lui a Borsellino che le raccomanda di stare attenta ai rischi che corre. Emanuela ormai entra a far parte della famiglia di lavoro Quarto Savona ventuno ma non è così poi tanto contenta del ruolo affidato tanto che quando andava in vacanza dai suoi amati genitori non riuscì a dir loro del ruolo affidato, solo la sorella Claudia lo sapeva. Emanuela cerca di godersi quei pochi giorni rimasti con la sua famiglia e il suo ragazzo Davide, anche lui molto preoccupato dell'incarico di Emanuela. Dopo una serata in discoteca, con l'amica Francesca, fa un incidente con la sua Fiat bianca; allora Vincenzo, Walter, Agostino, Claudio e Francesca decidono di fargliela riparare tramite una colletta, nonostante le fosse stata consigliata la rottamazione della stessa. La domenica del 19 luglio 1992 Emanuela e i suoi colleghi sono pronti per scortare il giudice Borsellino in via Mariano D'Amelio dove abitava la madre del giudice. A un certo punto cinquanta chili di tritolo esplosero trucidando il corpo della povera Emanuela e dei suoi colleghi e del giudice. A Francesca diedero il compito di accompagnare la sorella Claudia, la mamma e il papà per rivedere l'ultima volta la figlia che purtroppo non le fu concesso perché il corpo della ragazza era irriconoscibile. Fu la prima donna a restare uccisa in servizio e ad entrare nella scorta di un soggetto a rischio. il 5 agosto 1992 venne preposta alla Medaglia d'oro al Valor Civile come i suoi colleghi e la Sardegna come tutta Italia le ha dedicato piazze, parchi, scuole elementari, medie e superiori, vie e commemorazioni.
Da anni sua sorella Claudia gira tutta italia e nelle scuole d'Italia per raccontare il sacrificio di sua sorella e del bisogno della lotta alla mafia.
Le sono dedicate anche associazioni dirette da Claudia e anche da Salvatore Borsellino fratello del giudice Paolo Borsellino per cui Emanuela sacrificò la vita.